# Le Matin (Francia)
Le Matin è stato un giornale francese, con sede a Parigi, che è stato in attività dal 17 giugno 1882 al 1 marzo 1883 e poi dal 26 febbraio 1884 al 17 agosto 1944.
L'uomo d'affari Maurice Bunau-Varilla acquistò Le Matin nel 1897. Fu uno dei quattro principali quotidiani degli anni '10 e '20, pubblicando un milione di copie alla vigilia del 1914.

## Storia

### Fondazione e primi anni

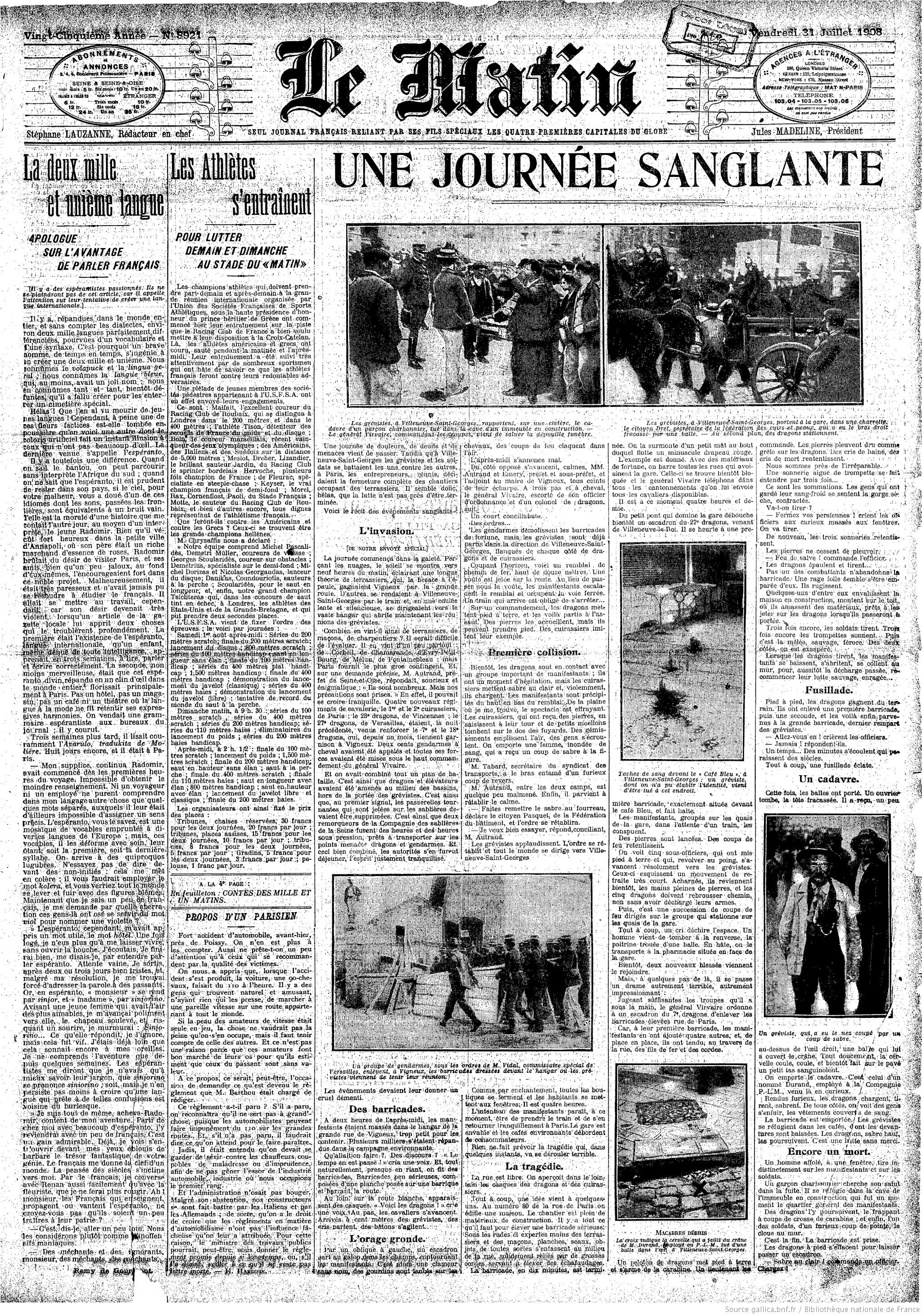
Prima pagina di en:Le Matin riguardante lo sciopero di Draveil-Villeneuve-Saint-Georges

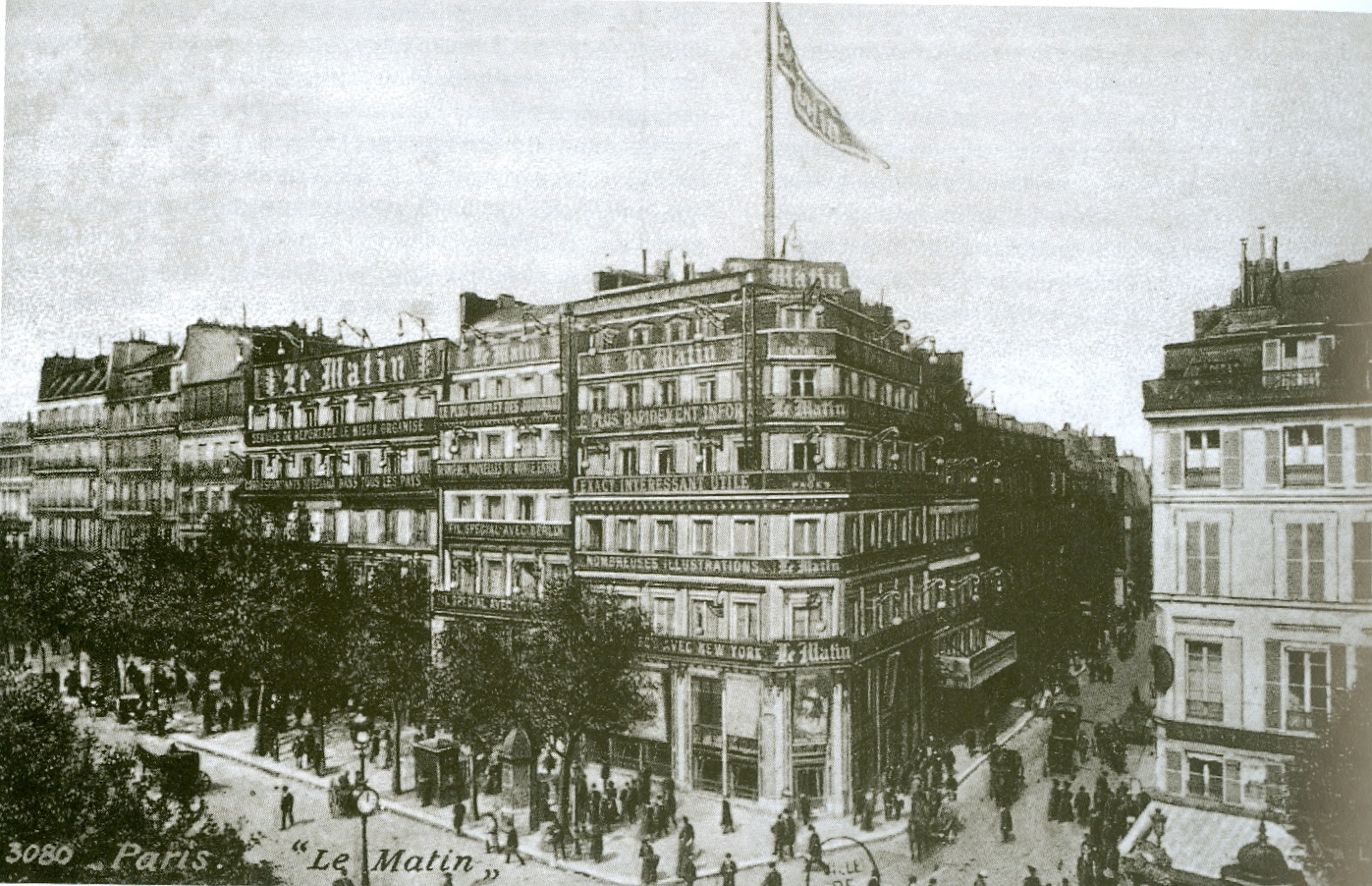
La sede de Le Matin nel 1890.

Il giornale nacque dall'iniziativa di Chamberlain & Co, un gruppo di finanzieri principalmente americani, sul modello del quotidiano britannico The Morning News. La gestione del progetto fu affidata al giornalista di origine inglese Alfred Edwards. La sede principale si trovava nel 10' arrondissement di Parigi, nella boulevard Poissonnière. Qualche mese dopo Edwards lasciò la direzione per fondare un suo giornale, Le Matin Français, con il quale superò ben presto le tirature del suo vecchio quotidiano. Ben presto Edwards acquistò Le Matin, unì le due redazioni, modernizzò l'impostazione del giornale avvalendosi tra l'altro dell'uso del telegrafo e di grandi firme, come Jules Vallès e il deputato Arthur Ranc. Politicamente il giornale si collocò vicino alle posizioni dei moderati repubblicani e lontano dalle idee socialiste e dal "movimento" Boulangista.

### L'arrivo di Maurice Bunau-Varilla
Coinvolto nello scandalo di Panama, Edwards cedette la proprietà del giornale nel 1895 al banchiere e pubblicitario Henry Poidatz, che investì fortemente nella pubblicità. Il giornale fu particolarmente attivo durante l'affare Dreyfus, arrivando nel 1896 a mettere in discussione le prove esibite contro l'ufficiale accusato di tradimento e pubblicando successivamente, nel luglio 1899, le confessioni del comandante Esterhazy. Nel maggio 1899 il prezzo del giornale salì a 15 centesimi, adattandosi alla maggior parte dei suoi concorrenti all'epoca, e il numero delle pagine passò da quattro a sei. Sempre nel 1899 l'uomo d'affari Maurice Bunau-Varilla, azionista del giornale dal 1897, entrò a far parte del Consiglio di amministrazione e ne divenne presidente nel 1901. Spinto da un'efficace pubblicità e dal tono accattivante degli articoli Le Matin ebbe un continuo aumento della sua diffusione: dalle 100 000 copie del 1900, alle circa 700.000 nel 1910 e oltre un milione intorno al 1914. Fortemente dipendente dalla pubblicità, che portava circa un terzo delle entrate prima del 1914, Le Matin era uno dei quattro quotidiani francesi più importanti del periodo precedente la prima guerra mondiale, insieme a Le Petit Journal, Le Petit Parisien e Le Journal. Impiegava 150 giornalisti, tra cui Colette e Albert Londres, oltre a 500 tecnici e operai. Il successo di Le Matin si basava anche sulla pubblicazione di romanzi, che portavano le firme di famosi scrittori dell'epoca, come Pierre Sales, Michel Zévaco, Gaston Leroux, Jean de La Hire e Paul d'Ivoi e di caricature, comprese quelle dell'esiliato russo Alex Gard.

### Un giornale conservatore nel periodo fra le due guerre
Dopo la prima guerra mondiale, Le Matin, nazionalista e secolarista, sostenne Raymond Poincaré, presidente della Repubblica dal 1913 al 1920, poi presidente del Consiglio (conservatore) negli anni 1920. Dalla metà degli anni 1920 ai primi anni Trenta, il quotidiano sostenne il riavvicinamento con la Germania, appoggiando l'azione di Aristide Briand e Gustav Stresemann, subendo l'influenza del suo proprietario, Bunau-Varilla. Nello stesso tempo Jules Sauerwein, giornalista di politica estera e sostenitore del riavvicinamento con la Germania, fu costretto a lasciare il giornale. A partire dagli anni '20 la diffusione del giornale iniziò a diminuire, raggiungendo solo 300 000 copie alla fine degli anni '30. La sua linea politica si spostò gradualmente verso l'estrema destra per poi diventare, prima dell'entrata in guerra, apertamente antiparlamentare e anticomunista. Questo atteggiamento aumentò negli anni '30, quando Adolf Hitler salì al potere in Germania e Le Matin assunse una linea editoriale pacifista, favorevole alle espansioni territoriali della Germania di Hitler, in nome della difesa della pace a tutti i costi. Le Matin espresse così sotto le sembianze del pacifismo una linea politica anticomunista e antidemocratica favorevole a un accordo con la Germania hitleriana contro l'URSS, percepita come il vero nemico. Queste idee furono condivise anche da leader politici, come Pierre Laval, e capitani d'industria come Louis Renault. Nel novembre del 1933 viene pubblicata un'intervista di Fernand de Brinon ad Adolf Hitler, iniziando un servizio di propaganda nazista.

### Collaborazionismo, scomparsa de Le Matin e epurazione
Primo giornale a riprendere le pubblicazioni a Parigi, ancora prima della firma dell'armistizio con la Germania, Le Matin divenne immediatamente collaborazionista. Il suo caporedattore divenne Jacques Ménard, presidente dell'Associazione dei giornalisti antiebraici, fondata nel dicembre 1941 e di cui facevano parte numerosi altri componenti della redazione. Comparve in edicola per l'ultima volta, dopo 61 anni e 21871 numeri, giovedì 17 agosto 1944, pochi giorni dopo la morte di Bunau-Varilla. La sua tiratura era ancora di 263 000 copie nel gennaio 1943. Il giornale fu bandito dopo la Liberazione e successivamente il Governo provvisorio della Repubblica francese nel 1946 decise di espropriare tutte le società di stampa che avevano pubblicato sotto l'occupazione tedesca.
Stéphane Lauzanne, regista ed editorialista di Le Matin, fu arrestato a Parigi intorno al 24 agosto del 1944 e imprigionato nel Carcere de La Santé. Processato dalla Cour de justice, un tribunale speciale equivalente ad un'Alta corte di giustizia che era stato creato per gestire l'epurazione dei collaborazionisti, fu condannato a 20 anni di prigione da trascorrere in isolamento.
Guy Bunau-Varilla, figlio di Maurice Bunau-Varilla e vice consigliere politico del giornale, fu arrestato nel novembre 1944 e all'inizio del gennaio 1946 fu condannato ai lavori forzati a vita, all'indegnità nazionale (condanna creata appositamente il 26 agosto 1944 per punire retroattivamente i collaborazionisti del periodo di occupazione tedesca) e alla confisca dei suoi beni.
Jacques Ménard, che alla morte del proprietario nell'agosto del 1944 divenne brevemente direttore politico di Le Matin, in sostituzione di Stéphane Lauzanne, fuggì da Parigi sempre nell'agosto 1944 e si trasferì a Sigmaringen in Germania, dove diresse fino al dicembre 1944 il quotidiano in lingua francese La France, prima di essere licenziato a favore di un membro del Partito Popolare Francese. Ritornò in Francia nel 1945, fingendo di essere uno di quei lavoratori che in base al Service du travail obligatoire erano stati costretti ad andare in Germania per partecipare allo sforzo bellico tedesco. Fu riconosciuto nell'agosto del 1946, arrestato e poi processato nel luglio del 1948 dalla Cour de justice e condannato a 5 anni di lavori forzati.
Un altro giornalista de Le Matin, Robert de Beauplan, capo del servizio politico dal 1942 e che era anche scrittore editorialista di Radio-Parigi e collaboratore di altri giornali, fu processato nel novembre del 1945 e condannato a morte, ma la sua condanna fu commutata in ergastolo. Lauzanne e de Beauplan furono trasferiti nel gennaio 1947 nella prigione di Saint-Martin-de-Ré.